# Isabel de Hungría (1292-1338)
Beata Isabel de Hungría, la virgen o también conocida como la beata Isabel de Töss (en húngaro: Boldog Erzsébet szűz) (Buda, 1292 - Suiza, 6 de mayo de 1338) princesa real húngara, monja dominica. Hija del rey Andrés III de Hungría y su esposa la reina consorte Fenenna de Polonia. La beata Isabel la virgen fue el último miembro de la Casa de Árpad, luego de que muriese con su padre la rama masculina. 

## Biografía
Isabel nació en 1292 como hija del rey Andrés III de Hungría y su esposa la reina consorte Fenenna de Polonia en el palacio real de Buda. Desde sus tres años de edad quedó huérfana de madre cuando esta falleció a sus 19 años de edad. La pequeña princesa fue comprometida en matrimonio el 12 de febrero de 1298 con el hijo de Wenceslao II de Bohemia, el joven príncipe Wenceslao, por lo cual fue llevada a Viena para su crianza (sin embargo el matrimonio nunca se llevó a cabo). 
El 14 de enero de 1301 murió el rey Andrés III. Cuenta la leyenda que en el funeral cuando la pequeña beata Isabel de 9 años vio en el ataúd de su padre el escudo de la Casa de Árpad torcido hacia adentro se desmayó. Su madrastra Inés de Habsburgo se la llevó nuevamente a Viena, pues la beata Isabel era una herramienta valiosa para la sucesión del trono húngaro, herramienta que los Habsburgo planeaban utilizar. Sin embargo, tras el asesinato de Alberto I de Habsburgo, el padre de Inés, se construyó un convento en Köningsfelden. En 1310 Inés se refugió en este y envió a la beata Isabel al convento dominico de Töss, donde se convirtió en religiosa. Ahí vivió Isabel hasta su muerte el 6 de mayo de 1338.
Fue enterrada en el convento, y su tumba fue profanada y destrozada por los protestantes en el siglo XVI. La lápida se guarda en el museo de Landes en Zúrich.